# Экономика Курской области
Эконо́мика Ку́рской о́бласти — 48-я экономика среди субъектов Российской Федерации по объёму валового регионального продукта, размер которого за 2023 год составил 796,5 млрд рублей.
Экономика основана на использовании двух основных видов природных ресурсов: плодородных сельскохозяйственных земель и железных руд Курской магнитной аномалии, добываемых в Михайловском карьере. На территории Курской области действует одна из крупнейших в России Курская АЭС.
Ограничителем экономического развития является дефицит водных ресурсов, а также истощение чернозёмов.

## Промышленность
Основные отрасли промышленности: добыча и обогащение руды (на базе Курской магнитной аномалии); машиностроение (производство электротехнических изделий, счетных машин, мельнично-элеваторного оборудования, подшипников, буровых установок, кузнечно-прессового оборудования); химическая и нефтехимическая (производство химического волокна, резинотехнических изделий), пищевая (производство сахара), легкая (трикотажная, пенькообрабатывающая) промышленность; производство стройматериалов. Курская область является монополистом в России по производству конвейерной ленты, полипропиленового волокна, парацетамола и готовален.
Структура ВРП региона (по данным за 2012 год):
- Сельское хозяйство, охота и лесное хозяйство — 15,2 %;
- Добыча полезных ископаемых — 12,3 %;
- Обрабатывающие производства — 16,7 %;
- Производство и распределение электроэнергии, газа и воды — 8,5 %;
- Строительство — 5,5 %;
- Оптовая и розничная торговля — 9,5 %;
- Гостиницы и рестораны — 0,5 %;
- Транспорт и связь — 8,9 %;
- Финансовая деятельность — 0,3 %;
- Операции с недвижимым имуществом, аренда и предоставление услуг — 6,7 %;
- Государственное управление, обеспечение военной безопасности и социальное страхование — 6,8 %;
- Образование — 4,2 %;
- Здравоохранение и предоставление социальных услуг — 3,9 %;
- Предоставление прочих коммунальных, социальных и персональных услуг — 1 %.

В 2010 году производство и распределение электроэнергии, газа и воды занимало 16,9 % в структуре валовой добавленной стоимости Курской области, что было самым высоким показателем среди субъектов федерации.

## Энергетика

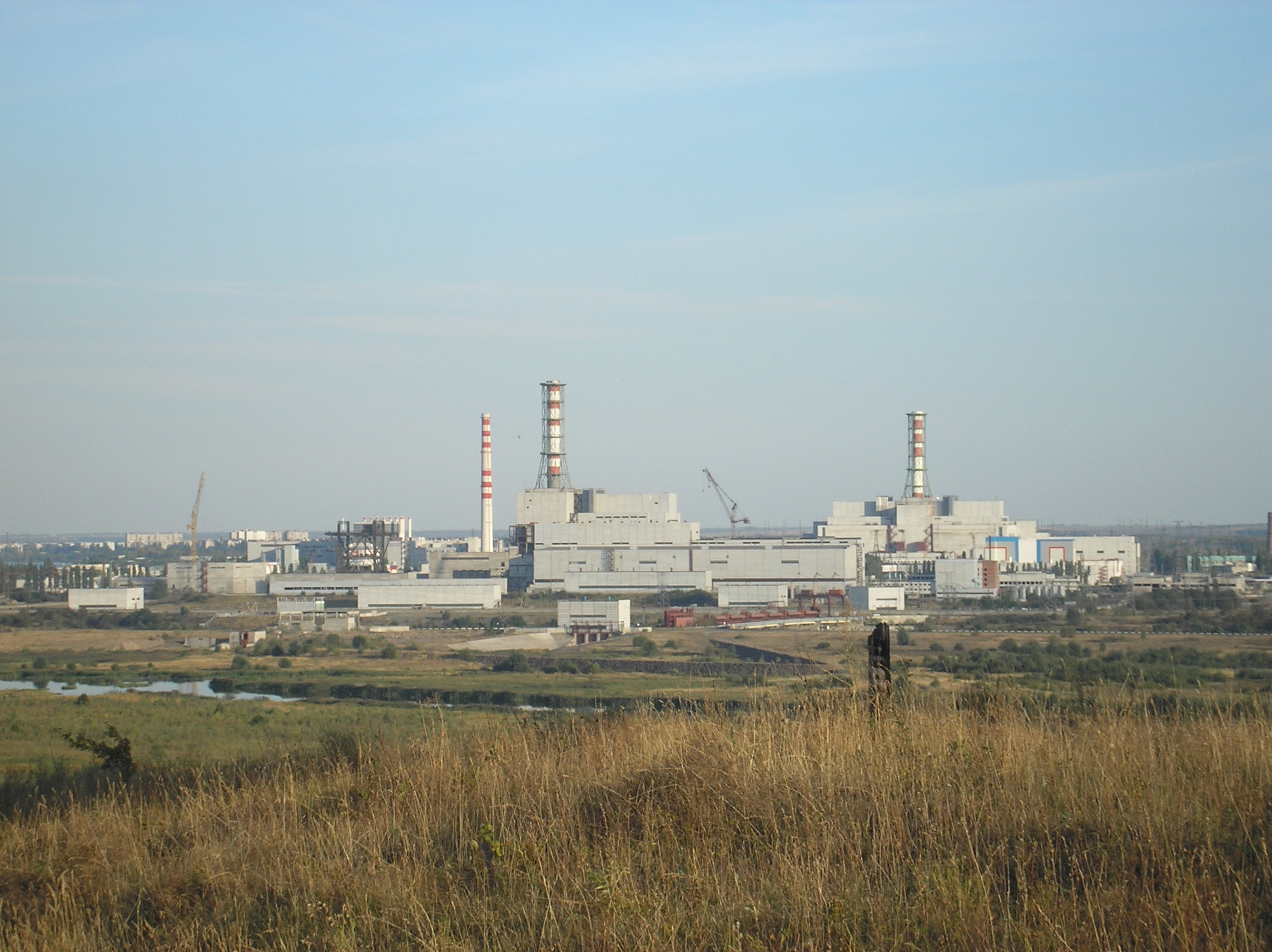
Курская АЭС

Энергетика Курской области обеспечивает производство, транспортировку и сбыт электрической и тепловой энергии. На территории области эксплуатируются 12 электростанций общей мощностью 4326 МВт, включая атомную и тепловые электростанции.
Курская АЭС обеспечивает более 90 % всей выработки электроэнергии в регионе. История энергетики региона включает строительство и эксплуатацию различных электростанций, включая Курскую ЦЭС, ТЭЦ-1, ТЭЦ-4, ТЭЦ СЗР, ТЭЦ АО «ТЭСК» и другие. Перспективы развития электроэнергетики связаны со строительством Курской АЭС-2. Потребление электроэнергии в Курской области в 2019 году составило 8502 млн кВт·ч, область является энергоизбыточным регионом. Энергосистема Курской области входит в ЕЭС России и связана с энергосистемами других регионов.

## Сельское хозяйство
Сельскохозяйственные угодья в хозяйствах всех категорий составляют 2146 тыс. га, или 72 % всех земель области, пашня — 1628 тыс. га, или 54 %. В области выращивают зерновые, технические, кормовые культуры.

### Животноводство
Разводят крупный рогатый скот мясо-молочного направления, свиней, птицу.
На 1 января 2021 года поголовье крупного рогатого скота в хозяйствах всех категорий 167,5 тыс. голов, свиней 2259,2 тыс. голов, овцы и козы 137,5 тыс. голов, лошади 6550 голов.
В 2020 году произведено молока 334,5 тыс. тонн (+10,2 % к 2019). Область входит в ТОП-30 крупнейших производителей молока России.
В 2022 году средний надой молока от коровы — 9644 кг (в 2021 — 8769 кг).
Курская область в числе ТОП-20 в стране по надоям молока — в сельхозпредприятиях региона среднесуточный надой составляет 20,2 кг молока. В 2020 году средний надой молока на корову 5989 кг (+456 кг за год), из них сельхозорганизации 7326 кг (+864 кг), КФХ 3420 кг (+12 кг), хозяйства населения 4772 кг (-3 кг).

### Растениеводство
Курская область является одним из лидеров по урожайности кукурузы (в 2019 году — 84,4 ц/га и подсолнечника (в 2019 году — 31,36 ц/га, в 2020 — 29,33 ц/га).
В 2022 году намолот зерновых составил 5735 тыс. тонн (+27,5 %) при средней урожайности 58,8 ц/га (45,0 ц/га). Из них кукуруза 1444 тыс. тонн при средней урожайности 77,4 ц/га, пшеница озимая 2547 тыс. тонн по 60,6 ц/га, пшеница яровая 771 тыс. тонн по 51,2 ц/га, ячмень яровой 840 тыс. тонн по 48,5 ц/га, ячмень озимый 7,5 тыс. тонн по 56,2 ц/га, овёс 31,4 тыс. тонн по 36,3 ц/га, гречиха 18,0 тыс. тонн по 17,9 ц/га, рожь озимая 9,5 тыс. тонн по 49,3 ц/га, просо 1,5 тыс. тонн по 36,5 ц/га. Зернобобовые культуры 60,1 тыс. тонн при средней урожайности 23,8 ц/га, из них горох 34,2 тыс. тонн по 34,2 ц/га. Сахарная свекла накопано 4,53 млн тонн при средней урожайности 490,0 ц/га. Масличные культуры 1222,3 тыс. тонн при средней урожайности 23,4 ц/га, из них соя 668,3 тыс. тонн по 21,2 ц/га, подсолнечник 355,1 тыс. тонн по 24,8 ц/га, семян рапса озимого 128,5 тыс. тонн по 37,6 ц/га, ярового рапса-кользы 63,4 тыс. тонн по 24,5 ц/га, лён-кудряш (масличный) 5,8 тыс. тонн по 15,8 ц/га, семян горчицы 0,86 тыс. тонн по 10,4 ц/га.
Накопано 343,4 тыс. тонн картофеля при средней урожайности при средней урожайности 161,9 ц/га (в сельхозорганизациях 52,6 тыс. тонн по 357,8 ц/га). Валовой сбор овощей открытого грунта 91,8 тыс. тонн при средней урожайности 251,6 ц/га, из них капуста всякая 18,8 тыс. тонн по 272,2 ц/га (в сельхозорганизациях по 435,7 ц/га), морковь 13,2 ц/га по 210,5 ц/га (в сельхозорганизациях по 499,7 ц/га), свекла столовая 10,9 тыс. тонн по 225,1 ц/га (в сельхозорганизациях по 464,7 ц/га), лук репчатый 9,1 тыс. тонн по 127,5 ц/га (в сельхозорганизациях по 332,9 ц/га), чеснок 1,9 тыс. тонн по 72,3 ц/га, тыквы 3,4 тыс. тонн по 176,5 ц/га, кабачков 4,6 тыс. тонн по 168,8 ц/га, помидоры 16,9 тыс. тонн, огурцы 9,1 тыс. тонн. Овощей закрытого грунта 9564 тонн из них в сельхозорганизациях 8761 тонн.
В 2021 году намолот зерновых составил 4 миллиона тонн при средней урожайности 45,5 ц/га. Кукурузного зерна получено 1 млн 400 тыс. тонн, средняя урожайность 66 ц/га. Урожайность сахарной свёклы — 393 ц/га. Засеяно 430 тыс. га озимыми зерновыми и 33 тыс. га озимым рапсом.
В 2020 году намолочено 5761.3 тыс. тонн зерновых и зернобобовых культур, средняя урожайность — 56.1 ц/га. Урожай масличных культур составил 1065.0 тыс. тонн (-108.6 тыс. тонн. к 2019), из них соя — 53,3 %, подсолнечник на зерно — 36,3 %, рапс озимый и яровой — 8,9 %, урожайность масличных 23.3 ц/га.
Для возделывания в Курской области рекомендован сорт яровой твердой пшеницы «Триада», в 2019 году показала урожайность 89,4 центнеров с гектара, средняя урожайность 65,2 ц/га.
| Посевные площади: | Посевные площади: | Посевные площади: | Посевные площади: | Посевные площади: | Посевные площади: | Посевные площади: | Посевные площади: |
| год               | 1959              | 1990              | 1995              | 2000              | 2005              | 2010              | 2015              |
| ----------------- | ----------------- | ----------------- | ----------------- | ----------------- | ----------------- | ----------------- | ----------------- |
| Тыс. гектар       | 2117              | 1855,4            | 1639,1            | 1363,4            | 1197,6            | 1355,3            | 1619,3            |

## Туризм

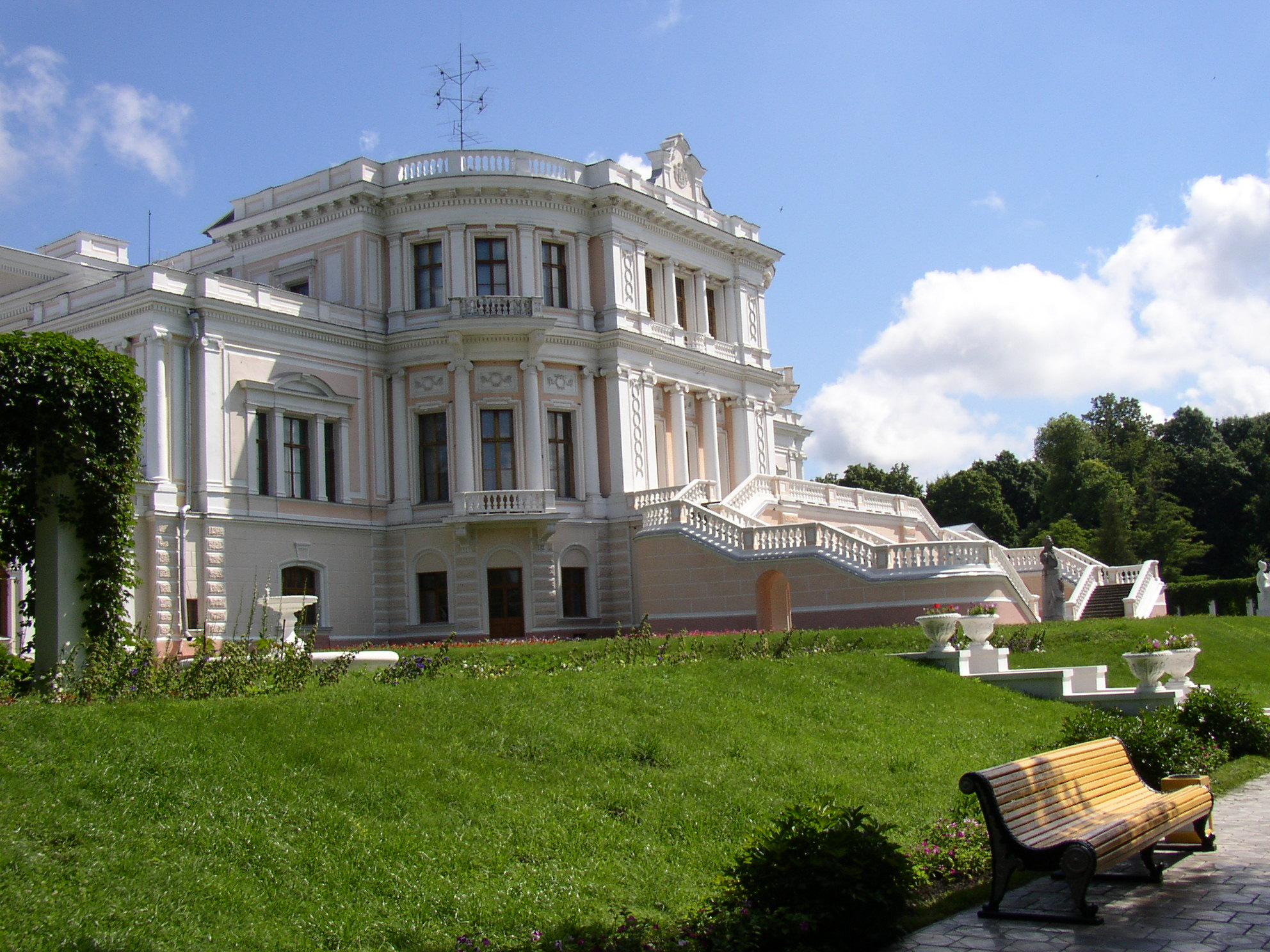
Марьино

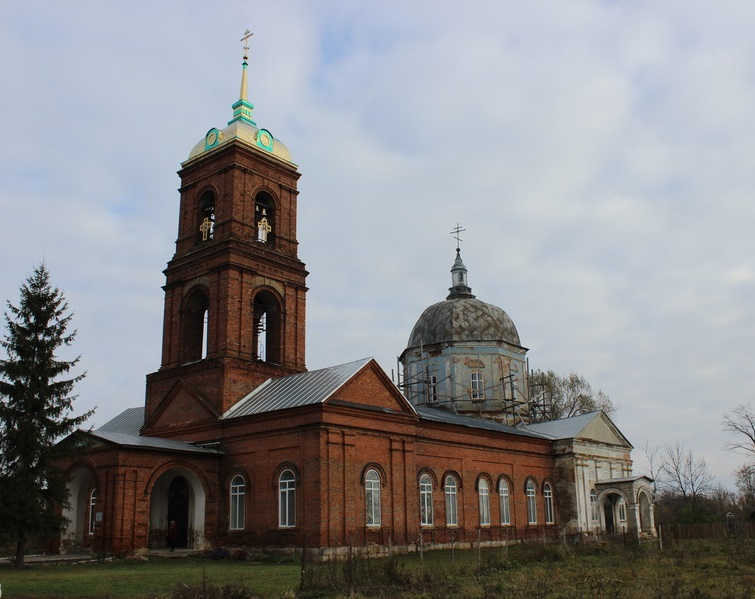
Свято-Троицкий Храм

Основными целями поездок в регион являются деловой, религиозный (паломнический), событийный, лечебно-оздоровительный и культурно-познавательный туризм.
Согласно статистическим данным, наибольший удельный вес в структуре общего въездного туристического потока Курской области приходится на деловой туризм (33 %) и лечебно-оздоровительный (20 %). Подавляющее большинство туристов (70,6 %) посещает Курскую область на 1-3 дня, меньшая часть — на 15 и более дней (24,7 %).
Наиболее популярным среди гостей и жителей региона является туристско-экскурсионный маршрут «Огненные высоты Великой Победы» (по Северному фасу Курской дуги), протяжённостью 185 км. На маршруте находятся более 30 объектов туристского показа: военно-исторические объекты, музеи, памятники, посвящённые битве на Курской дуге, расположенные на территории Поныровского, Золотухинского, Фатежского районов.
Бренды Курской области — «Соловьиный край России» и «1000 лет русской истории и культуры».
На территории области существует большое количество объектов туристического показа.

## Транспорт
Автомобильный транспорт
Курская область характеризуется развитой транспортной инфраструктурой. По данным на 2015 год в области насчитывается 10,7 тыс. километров автомобильных дорог общего пользования с твёрдым покрытием. В пределах области пролегают автотрассы М2, М3, А144, А142, Р189 Р190, Р199, Р200 Курск-Сумы . Все районы и города области связаны с областным центром автомобильными дорогами с твёрдым покрытием.
На автомобильный транспорт в структуре объёма грузовых перевозок приходится 13,9 %, в структуре пассажирских перевозок — 66,7 %. 97 % пассажирских перевозок общественным транспортом осуществляется автобусами и городским электрическим транспортом (трамваями и троллейбусами).
Железнодорожный транспорт
По состоянию на 2010 год эксплуатационная длина железнодорожных линий Курской области составляет 850,6 км, 84,14 км — подъездных путей. Протяжённость электрифицированных линий — 299,4км.
Через территорию области проходит железнодорожная магистраль «Москва—Севастополь», «Киев—Воронеж» и другие линии, расположены три крупных железнодорожных узла: Курск, Льгов, Касторное и 65 железнодорожных станций. По густоте железных дорог Курская область занимает одно из первых мест в России.

## Областной бюджет
Основные параметры областного бюджета Курской области на 2023 год:
1. Доходы: 76 млрд рублей (в 2024 году — 76,8 млрд рублей, в 2025 году — 71,6 млрд рублей).
2. Расходы: 85,5 млрд рублей (в 2024-м — 82,8 млрд рублей, в 2025 году — 76,6 млрд рублей).
3. Дефицит бюджета: 9,4 млрд рублей (в 2024 году — 6 млрд рублей, в 2025 году — 5 млрд рублей).

## Инвестиции
За первое полугодие 2024 года на развитие экономики и социальной сферы Курской области направлено более 97,69 млрд рублей инвестиций в основной капитал. Это составило 107,3 % к соответствующему периоду предыдущего года в сопоставимых ценах.
Основной объём инвестиций — порядка 75,89 млрд рублей — освоили крупные и средние предприятия региона. Финансирование осуществлялось в основном за счёт собственных средств бизнеса — 86,7 % общего объёма. Привлечённые средства составили 13,3 % всех инвестиций
Приоритетными направлениями инвестиций стали обеспечение электрической энергией, газом и паром; кондиционирование воздуха (55,8 %), сельское, лесное хозяйство, охота, рыболовство и рыбоводство (11,6 %), обрабатывающие производства (10,9 %)
По данным Курскстата, в январе-июне 2024 года на развитие экономики и социальной сферы области направлено 97 689,4 млн рублей инвестиций в основной капитал.

## История
С 2011 года темпы роста физического объёма ВРП Курской области неизменно опережают аналогичный показатель по России.
В 2011 году экономика Курской области показывала стабильный рост, превышавший темпы роста в стране.
С 2013 года Курская область неизменно увеличивает свою долю в валовой добавленной стоимости России.
В 2016 году индекс промышленного производства Курской области составил почти 105 % и превысил общероссийские показатели на 4 %.
По итогам 2017 года в Курской области индекс промышленного производства в сравнении с 2016 годом составил приличный показатель — 103,1 %. В 2017 году Курская область собрала рекордный урожай зерновых за всю историю — 5,4 млн тонн.